# I bitwa o lotnisko w Doniecku
I bitwa o lotnisko w Doniecku – pierwsza bitwa między ukraińską armią a prorosyjskimi separatystami (wspieranymi przez rosyjską armię i siły specjalne) o ustalenie kontroli nad portem lotniczym w Doniecku. Szturmowe grupy Rosjan były zmuszone cofnąć się i poniosły ciężkie straty w ludziach.
Po bitwie 26 maja ukraińscy wojskowi przez kilka miesięcy nie podejmowali prób szturmu, jednak jesienią 2014 roku działania bojowe wznowiono, w znacznie większej skali.

## Geneza konfliktu
Próby przejęcia kontroli nad donieckim portem lotniczym separatyści zaczęli realizować 17 kwietnia 2014, 10 dni po ogłoszeniu Donieckiej Republiki Ludowej (DRL). W tym dniu na lotnisko przybyło od 70 do 200 prorosyjskich aktywistów wraz z ochroną, członków organizacji weteranów, cywilów itp. Nad wejściem do portu lotniczego był wywieszony sztandar DRL, jednak port lotniczy pozostał pod ukraińską kontrolą.
6 maja praca lotniska została wstrzymana z uwagi na zagrożenie dla bezpieczeństwa lotów. Według danych strony rosyjskiej, do uczestnictwa w operacji zajęcia donieckiego portu lotniczego, w maju 2014 roku w obwodzie rostowskim (Rosja) pod kierunkiem rosyjskiego kuratora zostały sformowane 3 grupy. W skład grup weszli weterani lokalnych konfliktów na postsowieckim obszarze, dołączyli się również najemnicy-ochotnicy z Krymu i Czeczenii, czynni żołnierze Sił Zbrojnych FR. Siły Federacji Rosyjskiej liczyły 120 osób. Dowódcami grup byli: „Granit”, „Północ” i „Stara”, a ogólne dowództwo pełnił weteran o imieniu Omon, o pseudonimie „Iskra”. W nocy z 24 na 25 maja na 5 ciężarówkach KAMAZ trzy grupy żołnierzy wyjechały z Rosji w stronę Doniecka. Grupa dołączyła się do batalionu „Wostok” i wstąpiła pod dowództwo Chodakowskiego, byłego dowódcy Donieckiej Alfy SBU. 25 maja przybyła grupa żołnierzy razem z batalionem „Wostok” i wzięli udział w improwizowanej paradzie przed budowlą Donieckiej OAP. Według rosyjskich źródeł, Chodakowski wszelkimi sposobami przekonywał rosyjskich dowódców, że ma on nieformalne porozumienia z dowództwem ukraińskich sił w porcie lotniczym co do tego, że bitwa się nie odbędzie.

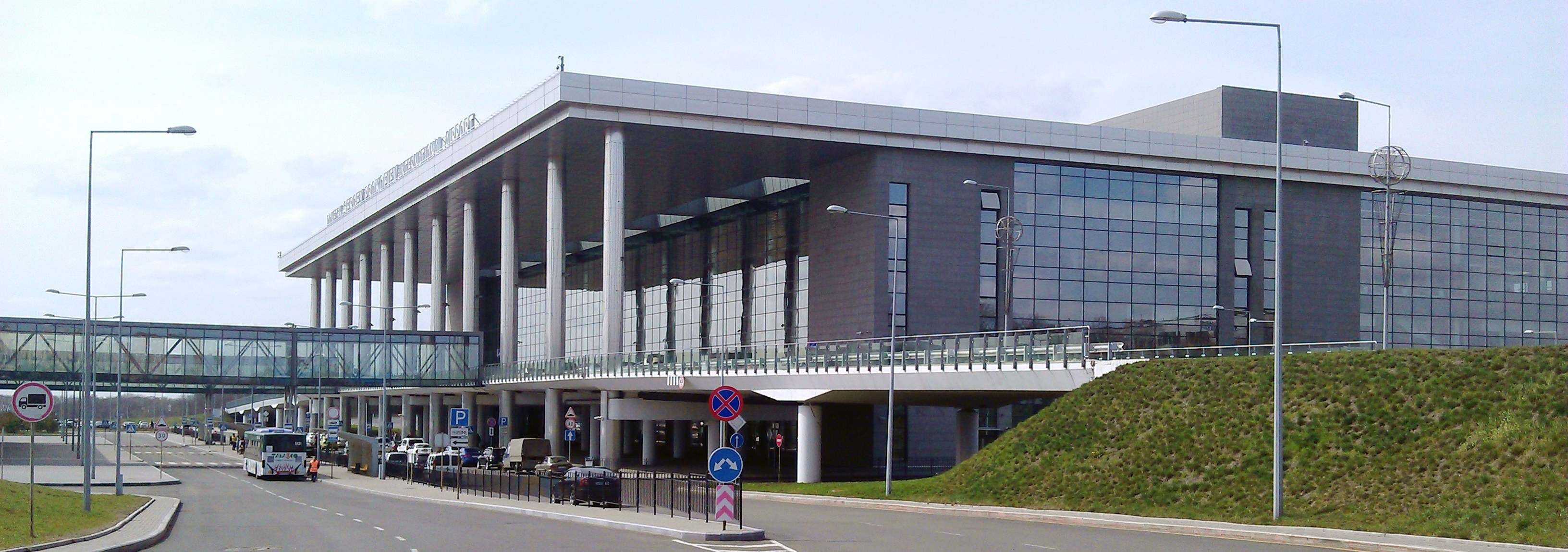
Port lotniczy Donieck stał się areną najbardziej krwawych starć operacji „antyterrorystycznej”

25 maja odbyły się wybory Prezydenta Ukrainy.

## Siły stron
Ogólna liczebność prorosyjskich grup, które brały udział w zajęciu portu lotniczego, według danych Jurija Butusowa wynosiła 220 osób: 45 żołnierzy „Iskry”, 26 specprotegowanych, 120 osób batalionu „Wostok” i 30 osób batalionu „Ostoja”.
Według danych „Filina”, na początku bitwy strona ukraińska miała 115 bojowników. Po przybyciu wzmocnienia, które desantowało się już podczas walki ze śmigłowców, ukraińskie siły zostały powiększone do 130 osób: to znaczy do 116 bojowców 3. pułku do zadań specjalnych i 15 bojowców 25. brygady powietrznodesantowej.

## Przebieg wydarzeń
W nocy na 26 maja blisko 3. godziny nocy, na teren portu lotniczego weszło bez walki blisko 80 uzbrojonych, dobrze wyekwipowanych dywersantów z drużyny „Iskra”. Poprowadził ich oficer SBU Ołeksandr Gołowura. Do terminalu razem z rosyjskimi specprotegowanymi weszli: Ołeksandr Chodakowski i Aleksandr Borodaj, agent służb specjalnych Federacji Rosyjskiej, który w tym czasie był w roli premiera DRL. Ołeksandr Chodakowski wkrótce skontaktował się z ukraińskim dowództwem i wysunął ultimatum o wyprowadzeniu ukraińskich wojskowych, którzy ochraniali wewnętrzny obwód portu lotniczego.
Dla zyskania czasu ukraińscy wojskowi odpowiedzieli, że nie wyprowadzą ludzi i sprzętu, dopóki lotniska nie opuszczą cywile, w tym personel portu lotniczego – ostatni samolot rejsowy miał odlecieć z lotniska o 7:00 rano. W tym czasie ukraińskie siły rozmieściły 2 armaty przeciwlotnicze ЗУ- 23-2 na pasie startowym w znacznej odległości od nowego terminalu lotniska. Jedną armatą dowodził lejtnant Eugeniusz Podolianczyk, inną – bojowiec o pseudonimie „Czyk”. Pociskiem kalibru 23 mm mieli możliwość przeszywać grube szkło nowego terminalu, w przeciwieństwie do karabinu maszynowego, który nie przebijał grubego szkła z takiej odległości. W tym czasie prorosyjscy separatyści zajmowali pozycje w nowym terminalu, zagospodarowując kluczowe punkty na dachu.
O 7:00 rano port lotniczy ogłosił tymczasowe wstrzymanie obsługi rejsów, a z czasem państwowa lotnicza służba Ukrainy wydała zawiadomienie o zmianach w regułach przeprowadzania i zabezpieczania lotów, a także w nawigacji lotniczej — poza tym loty do Doniecka zostały zabronione do 18:00 26 maja.
Blisko 7. rano, według rosyjskich danych, separatyści otrzymali wzmocnienie — składające się przeważnie z Czeczenów — w wyniku tego, liczba wojskowych w terminalu wynosiła 120 osób.
Po ewakuacji cywilnego personelu lotniska, ukraińskie dowództwo ogłosiło kolejne ultimatum – w którym nakazało opróżnienie pomieszczenia portu lotniczego pod groźbą zastosowania siły. O 10:00 rano demonstracyjny przelot nad portem lotniczym zrealizowali szturmowcy Su-25, a w stronę lotniska wyruszyły śmigłowce z desantowcami dla wzmocnienia ukraińskiego garnizonu.

## Straty
Ukraińskie siły nie utraciły żadnego żołnierza. Według sztabu generalnego trzech żołnierzy zostało rannych, w tym jeden o pseudonimie „Tajson”, oraz dwóch jego pobratymców. Z wieży na terenie portu lotniczego strzelał ukraiński snajper, którego prorosyjskie siły próbowały zabić, strzelając z automatycznego granatnika AGS. Pociski Granatnika AGS-17 z powodu wiatru nie doleciały do samej wieży i zraniły wspomnianych wcześniej trzech żołnierzy.
Według Aleksandra Borodaja, ogólne straty w boju 26 maja wynosiły w przybliżeniu 100 osób, włączając ludność cywilną. Wśród poległych w boju 26 maja zidentyfikowano 33 obywateli Federacji Rosyjskiej.

## Skutki bitwy
- 27 maja w nocy do portu lotniczego przybył 140. pododdział Centrum Operacji Specjalnych[18].
- Po kilku dniach w porcie lotniczym wylądowały 4 samoloty transportowe Ił-76, które dostarczyły pododdziały 72. Brygady Zmechanizowanej z Białej Cerkwi w celu dokonania zmiany żołnierzy w garnizonie donieckiego portu lotniczego.
- 28 maja 2014 opublikowano fotografie znacznej ilości trofeów w postaci miotaczy ognia i granatników, wśród których było kilka Miotaczy ognia RPO Trzmiel[19].
- 1 czerwca 2014 roku Michael Smallwood z centrum badań broni ARES opublikował materiał, w którym zidentyfikował użycie miotaczy ognia МРО-А przez prorosyjskie ugrupowania zbrojne w starciach 26 maja o port lotniczy Donieck. Był to jeden z pierwszych potwierdzonych przypadków użycia МРО-А, rosyjskiej wersji miotacza ognia RPO Trzmiel, w wojnie w Doniecku[20].